# 本城武則

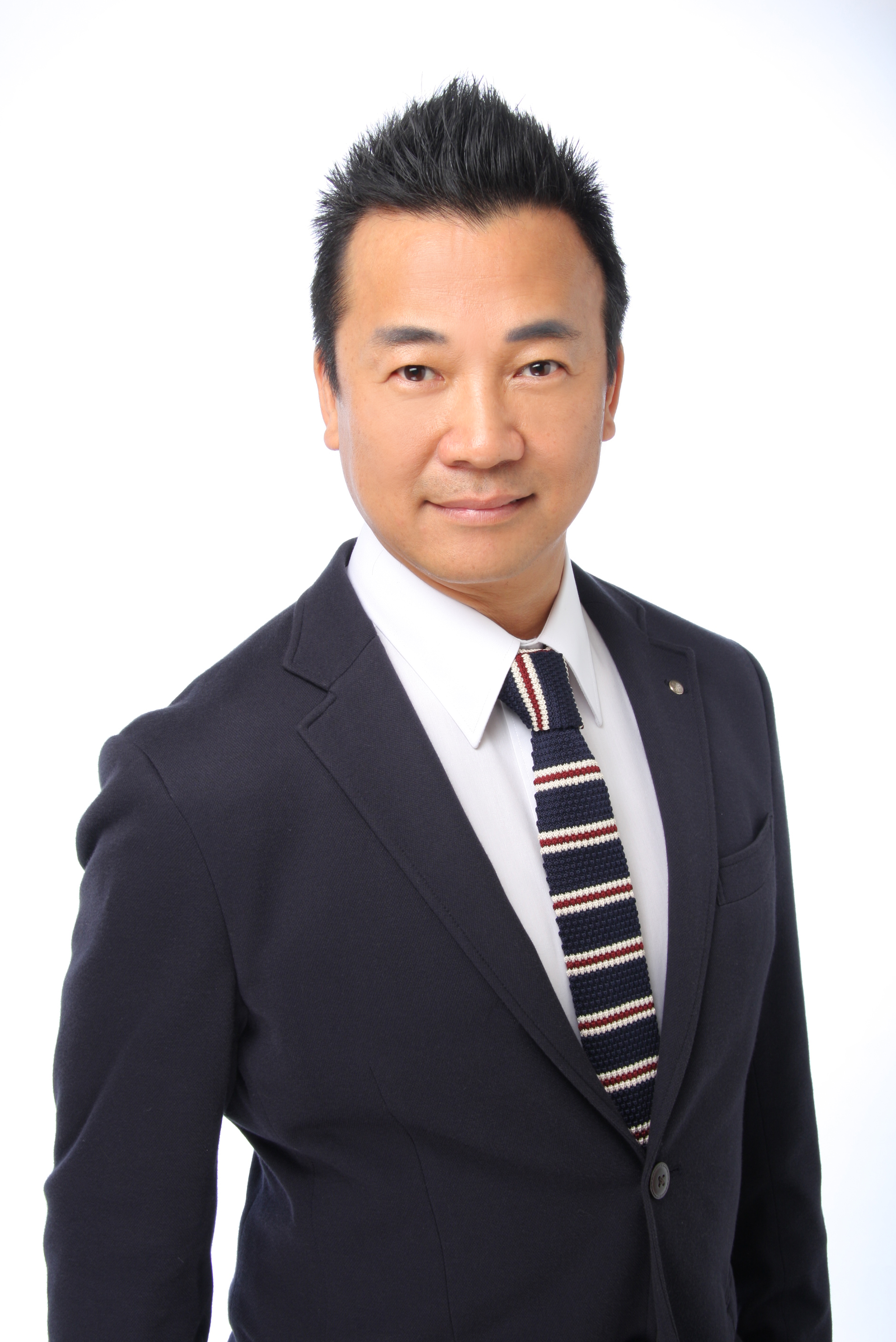
本城武則

本城 武則（ほんじょう　たけのり、1962年- ）は日本の英会話教育者。武蔵野学院大学客員教授。名古屋大学大学院外部講師。社団法人英語サポート協会理事長。

## 概要
- 福岡県生まれ。高校時代は空手格闘技に熱中する。JCBカードに就職するも、26歳で渡米、ロサンゼルスの飛行学校に入学。高校・大学と英語は苦手科目にもかかわらず、3カ月で英語を克服し、飛行免許取得。外国人に操縦を教える教官になる。帰国後、通訳ができるパイロットとして全日空勤務、海外在住10年を経て独立。翻訳会社ATIS設立。1998年、自身の経験を生かし、博多で本城式英会話スクールを設立。シンガーソングライターや、ナレーターや毎年多数の講演をこなしている。

## 略歴
- 1986年 高崎経済大学経済学部卒業
- 1989年 アメリカ飛行連邦局公認飛行教官
- 1992年 全日空運輸省技能試験通訳
- 1993年 本城式英会話スクール校長
- 2011年 早稲田大学大学院卒（国際関係学修士）

## 著書
- 九州男児が教える女房を思い通りに動かす九つのコツ2001/6
- なぜ私たちは3カ月で英語が話せるようになったのか2003/1  実業之日本社
- なぜか3カ月で英語が話せるぺらぺらエクササイズ2003/7 実業之日本社
- なぜ酔うと英語が話せるのか2004/1実業之日本社
- 英語心をわくわくさせて―あなたの夢(ぺらぺら)をかなえる9つのステップ2005/5/1ゴマブックス
- なぜ私たちの英語は10秒でネイティブ発音になったのか 超かんたん英語発音法「イメージフォニックス」2006/9/7実業之日本社
- マンガ読むだけでチョットよくなるあなたの英会話2008/4/29
- これだけで通じる!シンプル英会話 (知的生きかた文庫)2008/10/20三笠書房
- 暗記なし!努力不要！たった3ヶ月のレッスンで5,000人の生徒を英語ペラペラにしたEQ英会話2012
- EQ英会話―暗記なし!努力不要!たった3ヶ月のレッスンで5,000人の生徒を英語ペラペラにした2012/6ダイレクト出版
- お酒は最高の英語教材2013
- 英語はまず日本語で考えろ！2014/7/17 ディスカヴァー・トゥエンティワン (2013/9/22)

## 学術論文
- 「対人恐怖症と英会話の相関関係」（『武蔵野学院大学日本総合研究所研究紀要』第5輯、平成20年3月）
- 「キリスト教と日本における英会話教育低迷の因果関係について」（『武蔵野学院大学日本総合研究所研究紀要』第6輯、平成21年3月）

## 参考
- 地球を一跨ぎ 〜本城式地球人の成功術〜　[url = http://www.huseec.com/member/view_normal.php?contents_id=185]